# سالنامه قدیسان
سالنامه قدیسان یا منولوژیوم (Menologium) به هر مجموعه‌ای از اطلاعات گفته می‌شود که بر اساس روزهای ماه مرتب شده باشد و معمولاً برای همهٔ ماه‌های سال چنین مجموعه‌ای وجود دارد. بیشترین کاربرد آن در مورد فهرست کردن قدیسان مسیحی بود.
این اصطلاح در گذشته کاربردهای گوناگونی داشته است: در روم باستان به سالنامه‌های کشاورزی (Menologia rustica) گفته می‌شد که شامل اطلاعاتی دربارهٔ طول روز و شب، کارهای کشاورزی، و خدایان نگهبان هر ماه بودند. در انگلستان سدهٔ دهم، «منولوژیوم» نام شعری که تقویم کلیسایی را توضیح می‌داد نیز بوده است. در سنت کلیساهای ارتدکس شرقی و کاتولیک شرقی، منولوژیوم یا «مِنایا» کتابی است که مراسم مذهبی و یادبود قدیسان را برای تاریخ‌های ثابت سال ثبت می‌کند و معمولاً در ۱۲ جلد (هر جلد برای یک ماه) منتشر می‌شود. گونهٔ ساده‌تر آن، «سیناکساریا»، تنها زندگی‌نامهٔ قدیسان را بدون بخش‌های دیگر آیینی شامل می‌شود. در برخی فرقه‌های کاتولیک رومی، منولوژیوم فهرستی از اعضای برجستهٔ آن فرقه است که برای یادبود داخلی تهیه شده و در مراسم رسمی کلیسایی استفاده نمی‌شود.